# Deutsche Orient-Gesellschaft
Die Deutsche Orient-Gesellschaft e. V. (DOG) ist ein eingetragener Verein mit Sitz in Berlin, der sich der Erforschung der Geschichte des antiken Vorderen Orients widmet.
Die Gesellschaft wurde am 24. Januar 1898 in Berlin gegründet. Zweck war die Förderung der Forschungen und der Belebung des öffentlichen Interesses auf dem Gebiet der orientalischen Altertumskunde vor dem Hintergrund, dass Ende des 19. Jahrhunderts das öffentliche Interesse an neuen Entdeckungen im Land der Bibel stark gestiegen war. Gleichzeitig drückte sich darin das gewachsene Selbstbewusstsein der Eliten des Deutschen Reiches aus, die das Feld nicht mehr allein den Engländern und Franzosen überlassen wollten.
Zu Beginn des 20. Jahrhunderts unterstützte die DOG zahlreiche archäologische Großprojekte und trug dazu bei, die Altorientalistik und Vorderasiatische Altertumskunde als Disziplin zu etablieren.
Das Spektrum der Interessen erstreckt sich auf die Kulturen des Vorderen Orients und deren Einflussbereiche, zeitlich von den Anfängen bis zur islamischen Zeit. Die Geschichte der verschiedenen Bereiche wird unter sprachlichen und archäologischen Gesichtspunkten betrachtet.
Heute ist die DOG die Fachrepräsentanz der Altorientalistik und Vorderasiatischen Altertumskunde in Deutschland. Sie vermittelt Kontakte zu den unterschiedlichen Institutionen in Deutschland, die auf dem Gebiet der Altorientalistik und Vorderasiatischen Altertumskunde tätig sind.
Durch Anschubfinanzierungen oder Kurzzeitstipendien eröffnet die DOG gerade für Nachwuchswissenschaftler und Forscher aus dem Nahen Osten neue Forschungsperspektiven.

## Geschichte

Ehemaliges Logo

Zahlreiche damals bekannte und wohlhabende Personen gehörten zu den ersten Mitgliedern der Deutschen Orient-Gesellschaft. Zu den Gründervätern gehörten der Berliner Mäzen James Simon und der ebenfalls als Mäzenat und Kunstsammler tätige Privatbankier Franz von Mendelssohn, langjähriger stellvertretender Vorsitzender des Vereins. Unter anderem durch ihre vielfältigen Kontakte war es der DOG möglich, kostenintensive Ausgrabungen im Orient aus eigenen Mitteln zu finanzieren. Im Jahre 1901 übernahm der stark an Archäologie interessierte Kaiser Wilhelm II. das Protektorat, so dass in der Folge die Gesellschaft (neben bedeutenden staatlichen Zuschüssen) auch beträchtliche Zuwendungen aus dem kaiserlichen Dispositionsfonds erhielt, die weitere Grabungen finanzieren halfen. So standen im Jahre 1907 insgesamt mehr als 350.000 Mark zur Verfügung.
Das ehemalige Logo der Deutschen Orient-Gesellschaft zeigt in der Mitte den Löwen, das Symboltier der Göttin Ištar, wie er sich auch in der an das Ištar-Tor anschließenden Prozessionsstraße findet. Darüber und darunter sind vier der Ausgrabungsstätten der DOG angegeben: in der obersten Zeile in Hieroglyphenschrift die Niuserre-Pyramide des ägyptischen Pharao Niuserre in Abusir, in der zweiten Zeile in Keilschrift die Stadt Babylon (KA₂.DINGIR.RAki), in der dritten Zeile ebenfalls in Keilschrift die Stadt Aššur und in der vierten Zeile in Quadratschrift die Stadt Kafarnaum (hebräisch כְפַר נָחוּם Kfar Naḥūm).
Unter den Mitgliedern der DOG befanden sich besonders viele Personen jüdischer Herkunft, unter anderem ihr langjähriger Schriftführer, der Privatgelehrte Bruno Güterbock. Umso stärker wurde sie von den Verfolgungen des „Dritten Reiches“ getroffen, so dass sie zunächst in Bedeutungslosigkeit versank.
1947 wurde die DOG wieder gegründet und feierte 1998 ihr hundertjähriges Bestehen mit einem Festakt im Pergamon-Saal auf der Museumsinsel in Anwesenheit des Bundespräsidenten Roman Herzog.
Seit den 1990er Jahren finden alle zwei Jahre Kolloquien mit Vorträgen internationaler Wissenschaftler unter einem Oberthema an den verschiedenen Universitätsstandorten in der Bundesrepublik statt.
Vorsitzende
- 1898–1906: Heinrich zu Schoenaich-Carolath
- 1906–1913: Friedrich von Hollmann
- 1913–1929: Max von Thielmann
- 1947– : Walter Andrae
- –1964: Ernst Kühnel
- 1973–1980: Eva Strommenger
- 1988–1994: Johannes Renger
- 1994–2000: Gernot Wilhelm
- 2003–2009: Hans Neumann
- 2009–2015: Markus Hilgert
- 2015–2021: Adelheid Otto
- seit dem 17. Juni 2021: Daniel Schwemer

## Ausgrabungen
Zu den frühen von der DOG geförderten Ausgrabungen zählten etwa Arbeiten in den altorientalischen Hauptstädten Assur, Babylon, Hattusa oder Tell el-Amarna.
Mit der Erforschung von Babylon konnte schon unmittelbar nach der Gründung ein Unternehmen begonnen werden, das weltweit Aufsehen erregte. Von 1899 bis 1917 konnten dort unter der Leitung von Robert Koldewey so bedeutende Bauwerke wie die heute im Vorderasiatischen Museum innerhalb des Berliner Pergamonmuseums zu besichtigende Prozessionsstraße von Babylon mit dem Ischtar-Tor, die Paläste Nebukadnezars, der berühmte Turm zu Babel sowie, nach Ansicht Koldeweys, die Hängenden Gärten der Semiramis freigelegt werden.
Neben den Forschungen in Babylon kam die günstige finanzielle Lage, einschließlich des persönlichen Engagements des Kaisers, vor allem den Grabungen in Assur zugute, die von 1903 bis 1914 unter Leitung von Walter Andrae zu bedeutenden Ergebnissen führten. Die Funde, seit Mitte der 1920er Jahre im Pergamonmuseum (Abteilung Vorderasiatisches Museum) in Berlin verwahrt, sind teilweise noch immer nicht vollständig wissenschaftlich aufgearbeitet.
Bereits 1902 hatten im Auftrag der Deutschen Orient-Gesellschaft auch Grabungen in Ägypten begonnen, wo unter Ludwig Borchardt im Pyramidenfeld von Abusir gegraben wurde, dann, unter demselben Forscher, 1911–1914 in Achet-Aton (Tell el-Amarna). 1906 konnte Hugo Winckler nachweisen, dass die Ruinen von Bogazköy die Hauptstadt des Hethiter-Reiches, Ḫattuša bargen. Bis 1911/12 konnte er reiche Ergebnisse erzielen.
Neben diesen Forschungen in einigen der größten Hauptstädte altorientalischer Kulturen finden, unterbrochen durch die Weltkriege, Ausgrabungen an verschiedenen Ruinenstätten des Vorderen Orients statt, wie Borsippa, Hatra, Jericho, Kar-Tukulti-Ninurta, Uruk und Zincirli.
In den 1970er Jahren folgten Engagements der DOG in Syrien und Anatolien, vor allem bei zahlreichen Rettungsgrabungen wie bei der Erforschung der antiken Siedlungen von Habuba Kabira, Ekalte (Tall Munbaqa) oder Tuttul (Tall Bi’a), von Samuha (Kayalıpınar) oder Sarissa (Kuşaklı).
Zu den bedeutendsten Entdeckungen in jüngster Zeit, die mit der DOG gefördert wurden, gehörten die Arbeiten im Großen Palast von Qatna (Tall Mišrife), in dem mehrere unberührte königliche Grabanlagen aus der Mitte des 2. Jahrtausends v. Chr. gefunden wurden.
Obwohl Feldarbeiten in manchen Gegenden des Nahen Ostens durch die politische Situation schwierig geworden sind, bemüht sich die DOG weiterhin um die wissenschaftliche Erforschung des Orients. Das 1997 begonnene Assur-Projekt etwa hat die Aufarbeitung aller Altfunde aus Assur zum Ziel und bereits zahlreiche Publikationen erbracht.

## Veröffentlichungen

### Periodica
- Mitteilungen der Deutschen Orient-Gesellschaft (MDOG). Berlin 1898ff. (Erscheint jährlich), ISSN 0342-118X.
- Alter Orient aktuell (AO). Berlin 2000ff. (Erscheint jährlich, nur für Mitglieder), ZDB-ID 2018738-5.

### Schriftenreihen
- Ausgrabungen in Qatna
- Abhandlungen der Deutschen Orient-Gesellschaft (ADOG). Berlin, Saarbrücken 1956ff. ISSN 0417-2442.
- Colloquien der Deutschen Orient-Gesellschaft (CDOG). Berlin 1997ff. ISSN 1433-7401.
- Sendschriften der Deutschen Orient-Gesellschaft (SDOG). Berlin 1899ff. ZDB-ID 516555-6.
- Studien zu den Assur-Texten (StAT). Wiesbaden 1999ff. ISSN 1438-3187.
- Wissenschaftliche Veröffentlichungen der Deutschen Orient-Gesellschaft (WVDOG). Berlin 1900ff. (Einzelp. div. Verlage),  ISSN 0342-4464.